# ステップバイソン
ステップバイソン（Bison priscus）とは、第四紀にブリテン諸島、ヨーロッパ、アジア、日本列島、ベーリング地峡、北米大陸の草原地帯などに生息していたウシ族の草食動物である。ウシ科バイソン属に分類されるバイソンの一種であり、中・後期更新世や完新世の北半球に分布した陸棲のメガファウナでも最も特徴的な種の一つおよび当時のマンモス・ステップの動物相（マンモス動物群）の代表格の一種であった。また、バイソン属は誕生以来ユーラシア大陸とくにヨーロッパで最も成功し繫栄したメガファウナの部類であり、また生息域における生態系において最も重要なニッチの一つを担っていた。

## 分類
「バイソン・プリスクス」や「ステップヴィーゼント（Steppe Wisent）」や「プリスクス野牛」とも表記される。ステップバイソンは単一の種ではなく、分類史上でも複数のシノニムや亜種などが提唱されてきたが、近年では主に「プリスクス種（B. p. priscus）」「メディエーター種（B. p. mediator）」「ギガス種（B. p. gigas）」の三亜種が示唆されている。他にも、シチリア島で島嶼矮小化を経て小型化した B. p. siciliae も存在していた。
本種は中期更新世（チバニアン）に出現して以降に大半の化石種と現生種（アメリカバイソンとヨーロッパバイソン）のバイソン属の祖先になっており、「原初のバイソン（Primeval Bison）」と呼ばれることもある。岩手県の花泉遺跡の鮮新世から後期更新世（または完新世）までの地層から発掘された「ハナイズミモリウシ」は（中期更新世に出現したとされるステップバイソンと鮮新世という年代は合致しないが）本種の近縁種または同一種だと考えられており、同遺跡からはステップバイソンと混同されやすいオーロックスも発掘されている。
なお、一時期はステップバイソンと子孫のバイソン属とくにヨーロッパバイソン、ヤクとオーロックスを巡った、ヒッグス粒子に因んで命名されたハイブリッド種の「ヒッグスバイソン（Higgs Bison）」が存在したという説も見られた。

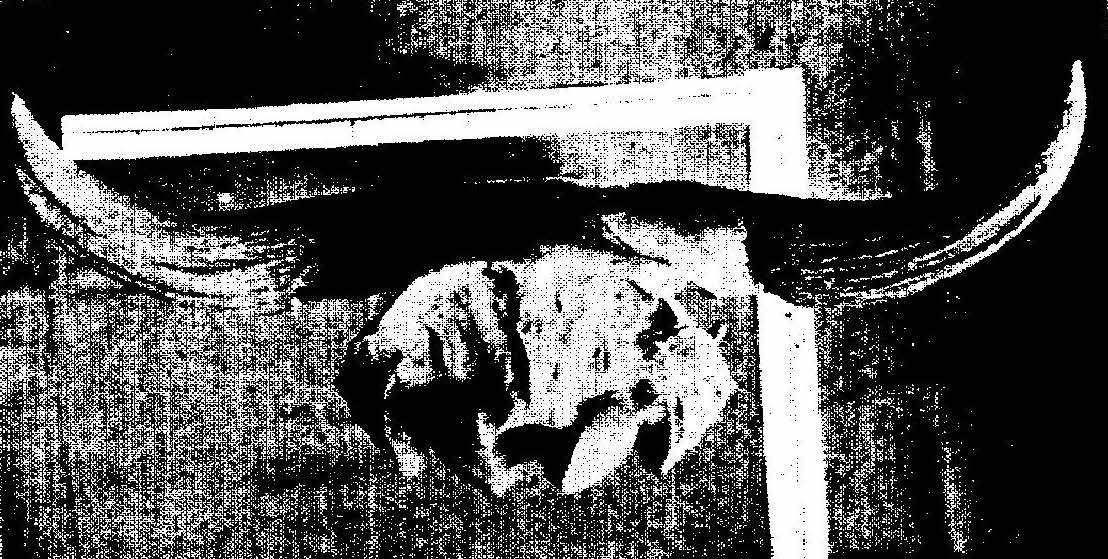
ハナイズミモリウシの頭骨。
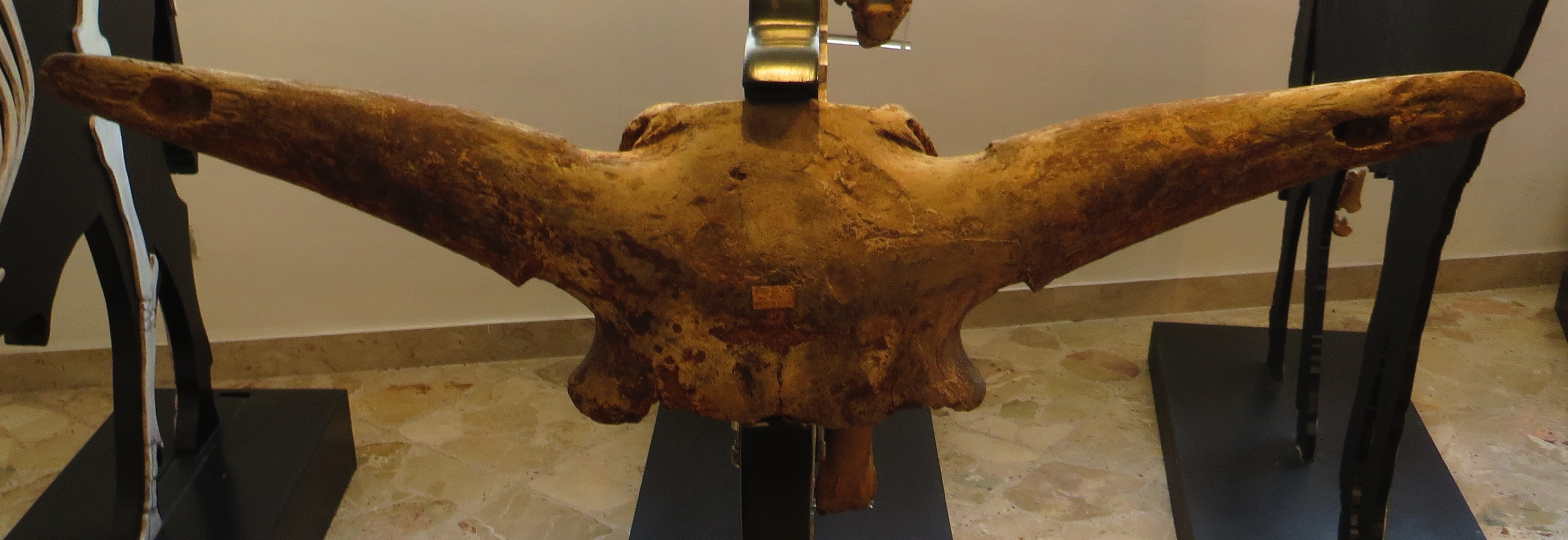
B. p. siciliae の頭骨。

## 形態

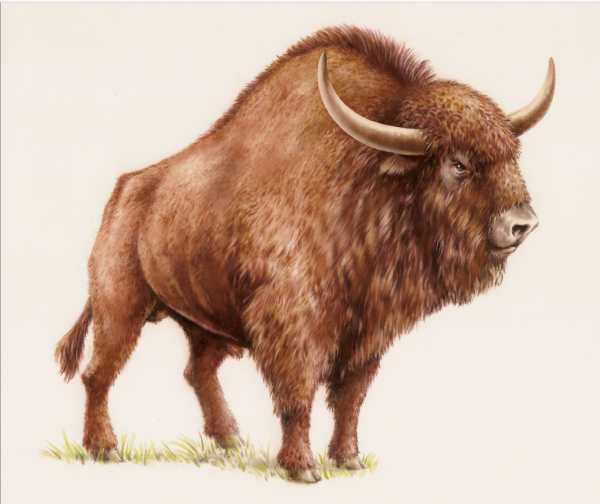
生体の復元想像図。

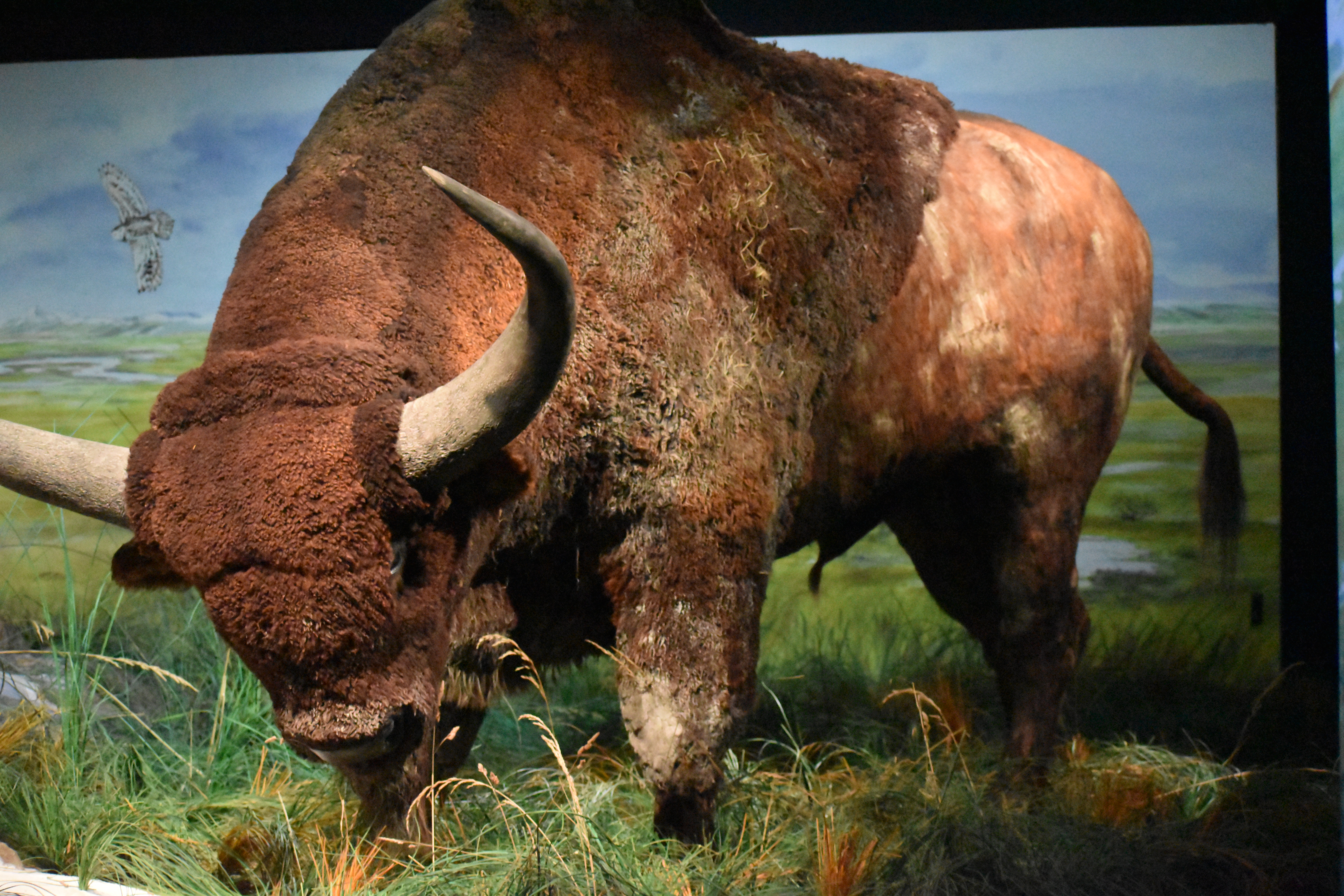
フランス南部のタラスコン＝シュル＝アリエージュにあるプレイストワール公園の博物館に展示されている復元想像模型。

「プリスクス種」または「メディエーター種」に関しては、棘突起を備えた胴体は体高2メートルを超え、体長は3メートル、体重は900 - 1,100キログラムと推定されるなど形態と大きさは現代のバイソン属、特にアメリカバイソンの一亜種または一形態であるシンリンバイソンとの類似性が強い。一方でヨーロッパバイソンとの類似性も強く、不完全な頭骨だけでは両種の判別が困難であるともされている。
現在のシベリアやモンゴルや中国やカザフスタンや東ヨーロッパなどに分布していた「ギガス種」はとくに大型化が著しく、ユーラシア大陸における最大のバイソン属であった。形態的（体の大きさ・角の長さ）・分布的にも北米に生息していた子孫のジャイアントバイソンとの類似性が強く（ギガス種の角も長さ210 センチメートルに達した）、ジャイアントバイソンは推定される大きさが体高2.3 - 2.5メートル、体長4.75メートル、体重1,200 - 2,000キログラムに達した地球史上最大級の反芻類の一種であったことからも、先祖であるギガス種も同様に地球史上最大級の反芻類およびウシ族の一角であった可能性が高い。
地中海のシチリア島で発見された小型の亜種（または個体群）の B. p. siciliae は、現地のオーロックス（Bos primigenius siciliae）などのメガファウナと共に島嶼矮小化を経たと思われる。同島ではオーロックスよりも散発的に分布しており、大きさは大陸産のステップバイソンに見られたサイズの範囲の下限と同程度であるだけでなく、四肢骨とくに中足骨に顕著な小型化の痕跡が確認されている。なお、オーロックスはピアノーザ島やキティラ島やマルタ島にもそれぞれ固有種が生息していたが、ステップバイソンの分布が確認されている地中海の島はシチリア島のみである。
ヨーロッパや東シベリアなどの地域ではエーム間氷期以降にステップバイソンの大きさが著しく減少し、カルガ間氷期（Karga Interglacial）の末期には最も小型化していたが、サルタン氷期（Sartan Period）にはこれらの地域でも「プリスクス種」が再び大型化している。対照的に、西シベリア南部では後期更新世全体で見ても大きさや形態の顕著な変容は確認されておらず、ステップバイソンの形態は植生も含めた当時の生息環境と気候条件などに左右されていたと思われる。

## 歴史

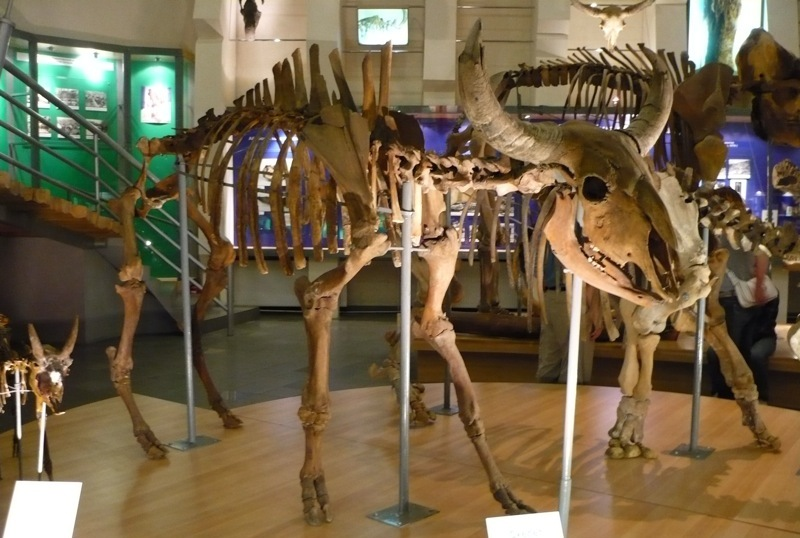
ヤクーツクのマンモス博物館に展示されているステップバイソンの骨格標本。

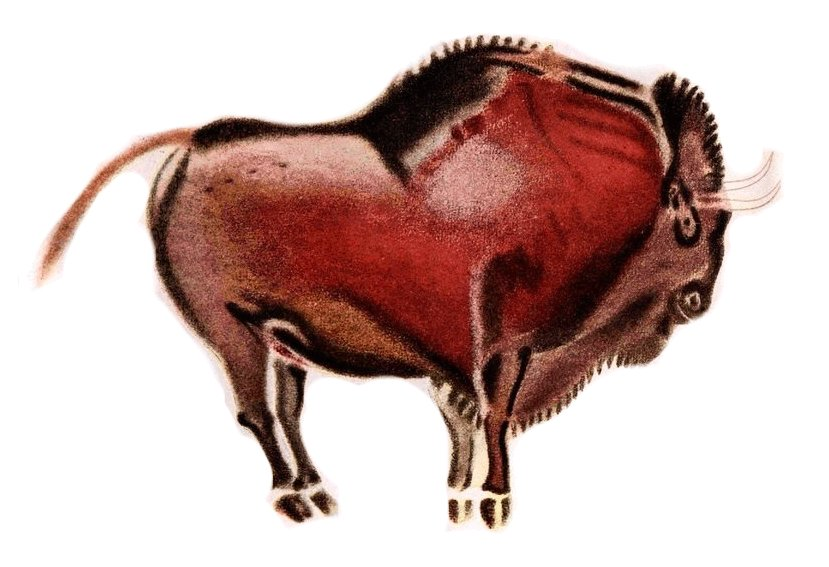
アルタミラ洞窟のステップバイソンまたは他の古代種を描いた洞窟壁画の一つ。

バイソン属は南アジア周辺で進化したと考えられているが、後にしばしばバイソンと混同されるオーロックスもおおよそ同じ地域・時代に現れはじめている。ステップバイソンは現生種（アメリカバイソンとヨーロッパバイソン）と化石種の大半のバイソン属の祖先となり、ヨーロッパの一部ではヨーロッパバイソン等が、北米大陸ではジャイアントバイソンやムカシバイソン等がステップバイソンが各地域で減少して以降に主要な種として取って代わっている。
ステップバイソンは寒帯から温帯までの広範囲に分布し、ステップなどの草原だけでなく、夏緑林やツンドラや湿地帯など様々な生息環境にも対応しており、餌となる植生のバラエティも（ヨーロッパバイソンと比較すると劣るものの）豊富であり、分布も西はブリテン諸島やイベリア半島、東は北米大陸にまで及んでいた。当時の他の多くの陸棲の草食性のメガファウナと同様にマンモス・ステップに多く見られ、マンモス・ステップの分布が最大であった後期更新世にステップバイソンの個体数も最も多かったと考えられる。また、この当時は季節的で大規模な移動を行わなかった可能性も示唆されている。
しかし、後期更新世から完新世に推移する際の最終氷期に伴う気候と植生の変化によってこれらの草食動物の生息環境が変化しただけでなく、人類による狩猟圧などの影響にも晒されたことによる相乗効果によってステップバイソンは絶滅へと追いやられることとなった。絶滅の時期には地域差が激しく、後期更新世や完新世初頭に絶滅を迎えた地域（個体群）も多かった一方で、西シベリアの南やサハ共和国の辺りでは10 .700-9,800BPまで、北米大陸のユーコン準州の辺りでは約5,452年前まで生存しており、本種とギガンテウスオオツノジカなどは当時のメガファウナとしては珍しく中期完新世まで生き延びた。とくにヨーロッパでは植生がステップバイソンよりも子孫であるヨーロッパバイソンにより適していたものに変化し、ステップバイソンの減少に併せてヨーロッパバイソン用のニッチが増加したが、対照的にツンドラではステップバイソンにより適した環境が残されていたとされる。また、上記の通り北米大陸でも北部以外の主要な地位を子孫であるジャイアントバイソンやムカシバイソン等つまり現生のアメリカバイソンの先祖に取って代わられている。
他の多くの化石種のバイソン属よりも後の中期完新世に絶滅しており、時期的にも「第四紀の大量絶滅」に該当していた。本種を含む多くの化石動物が気候変動に影響を受けた一方で、これらの動物は複数の氷期と間氷期のサイクルを乗り越えてきながらも後期更新世と完新世に突然の大量絶滅を迎えており、気候と植生の変化に晒されていた一方で拡散してきた人類による打撃が最終的な絶滅に大きく作用したと考えられる。

### 発掘など

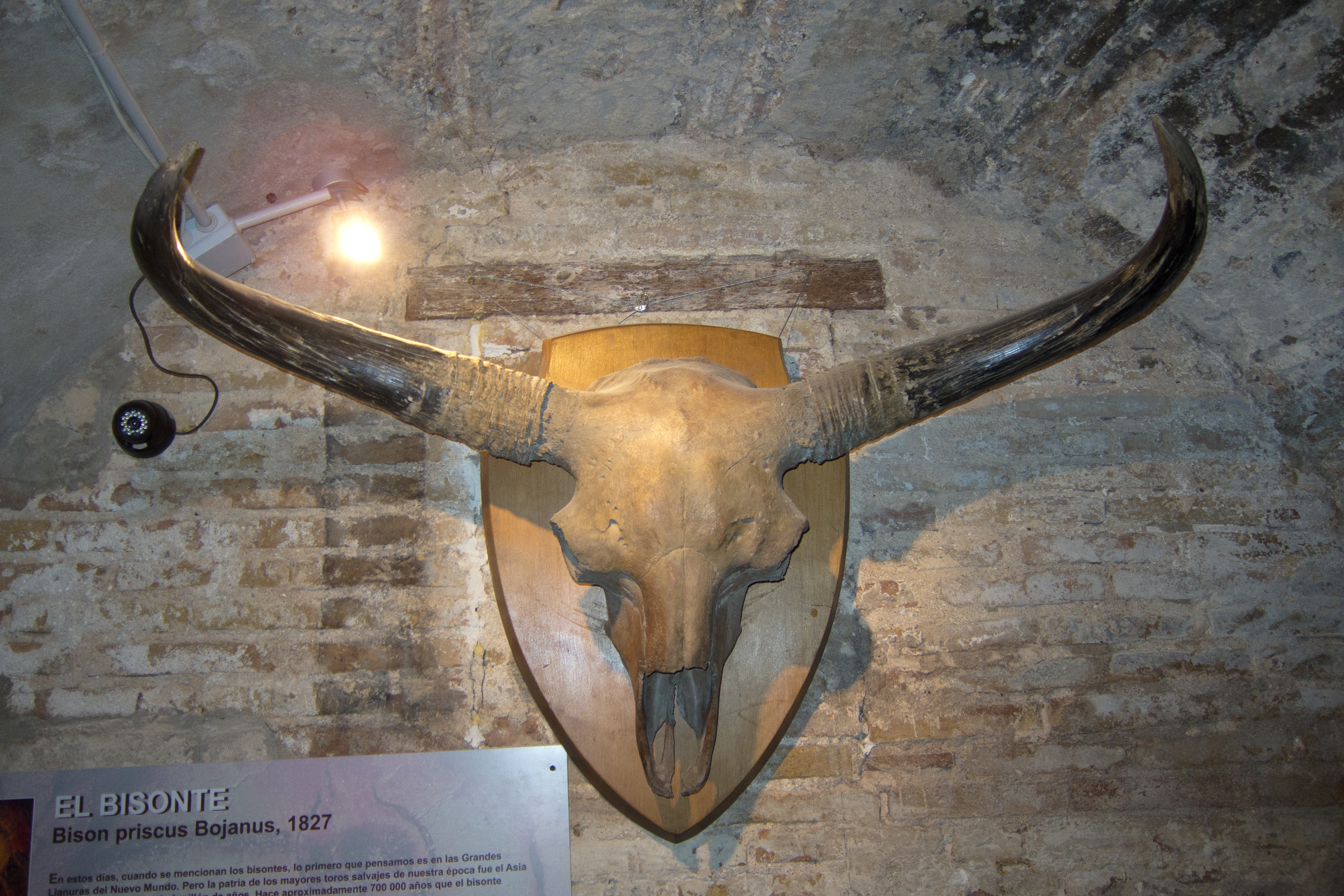
バルセロナのマンモス博物館（カタロニア語版）に展示されたステップバイソンの頭骨。

ステップバイソンは後期更新世には広大な分布を持っていたり、様々な植生を餌としていたが、限定的な研究用の標本数と標本の年代測定の不明瞭さ、オーロックスとの混同の可能性などの背景から、ステップバイソンの古生物学上の知見は決して豊富ではない。
ラスコーやアルタミラなどの洞窟壁画に本種が描かれていることがあり、氷漬けの標本が発見される場合もある。1979年7月に、アラスカ州フェアバンクスの北部で約3万6000年前のオスのミイラが発見された。この個体は体内のリンが土壌の鉄と反応してビビアンナイト（リン酸塩鉱物）が生成されたことにより、身体が青みがかった色をしていることから「ブルー・ベイブ（Blue Babe）」と呼ばれ、アラスカ州立大学博物館で展示されている。
2006年からはシンリンバイソンがロシア連邦・サハ共和国にステップバイソンや他の古代種の代用として野生導入されている（ロシア語版）。また、イギリスやポルトガルでもステップバイソンや Bison schoetensacki の代用としてヨーロッパバイソンの試験的な野生導入が予定されている。サハ共和国では「更新世パーク」も進められており、こちらでも（シンリンバイソンの確保が難しかったために）ヘイゲンバイソンを購入して放牧している。
また、サハ共和国で発見された尻尾などを用いて、ロシアと韓国の科学者がクローン技術を用いた復活の可能性を研究している。

## 関連画像

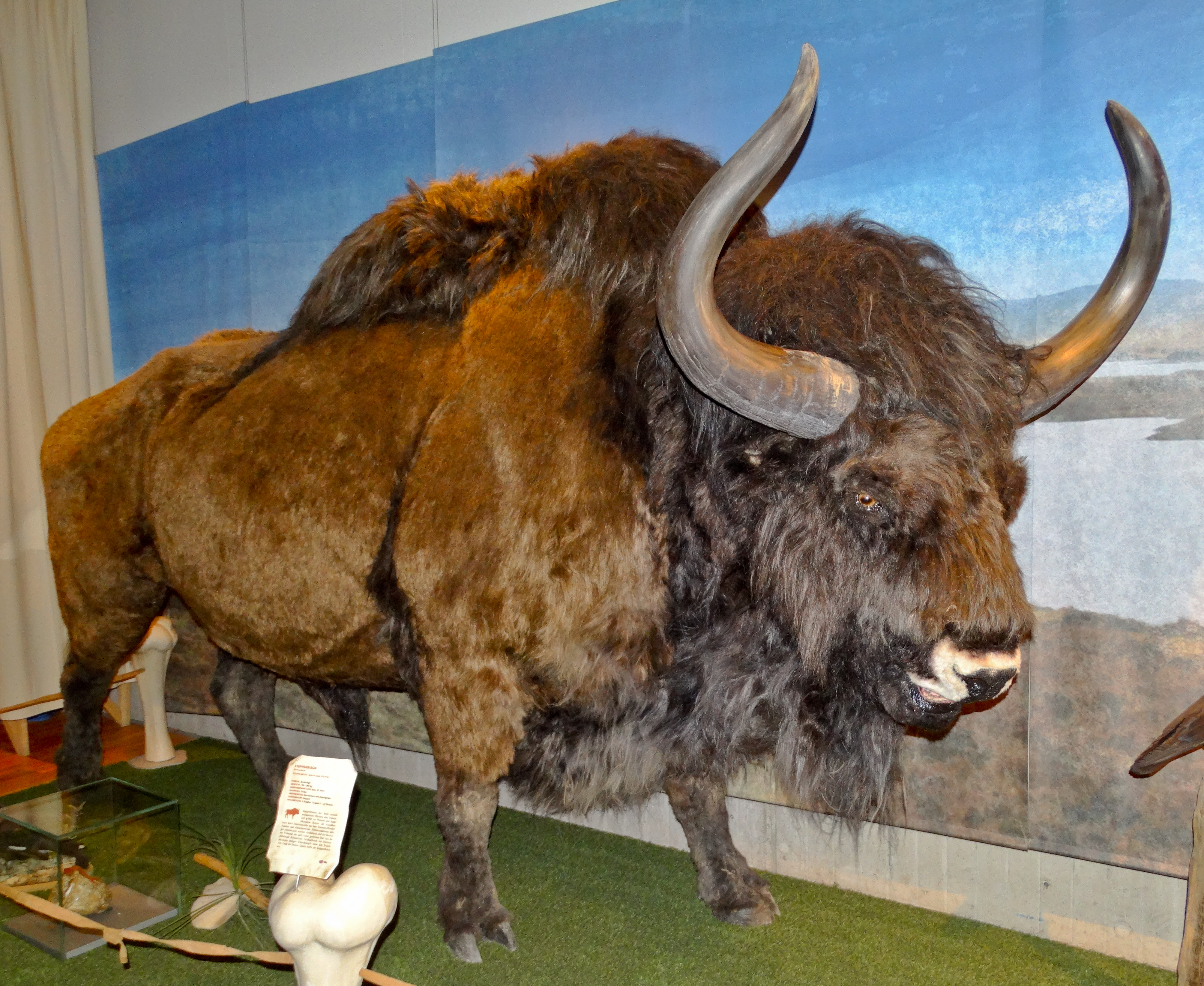
ドイツのネアンデルタール博物館に展示された復元想像模型。
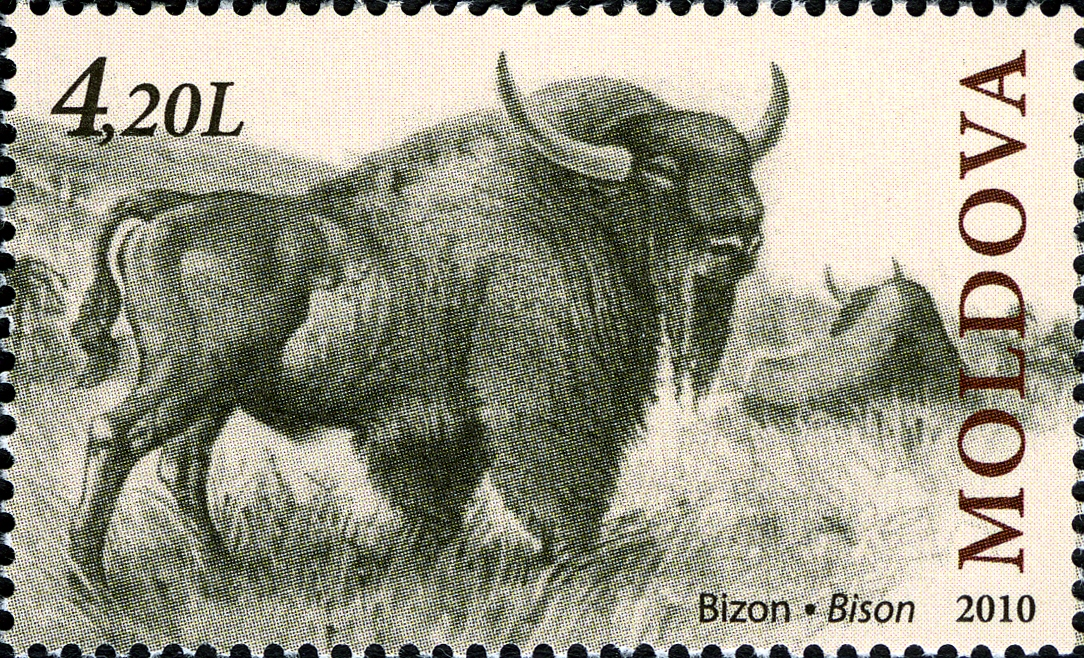
モルドバの切手に印刷されたステップバイソン。
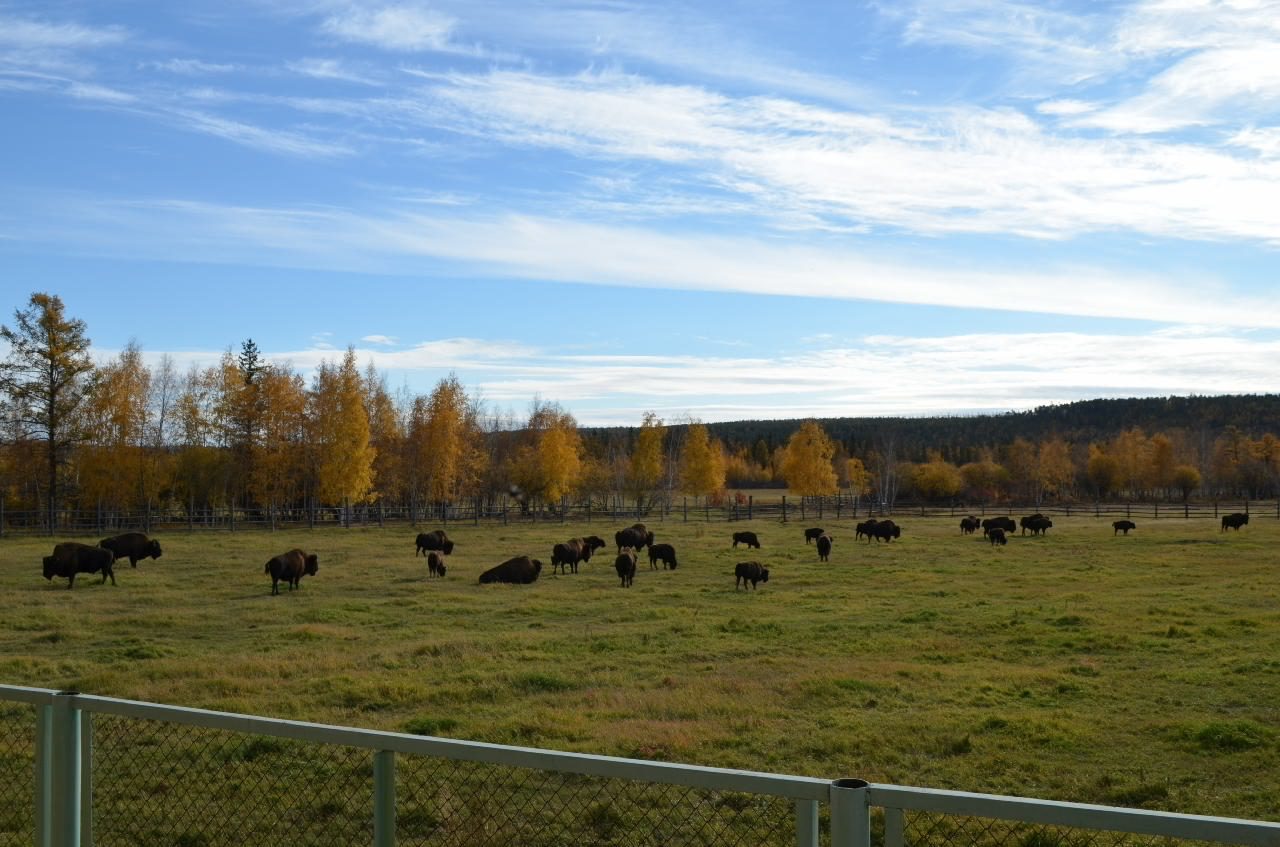
サハ共和国におけるシンリンバイソン（英語版）の代用導入プロジェクト（ロシア語版）。
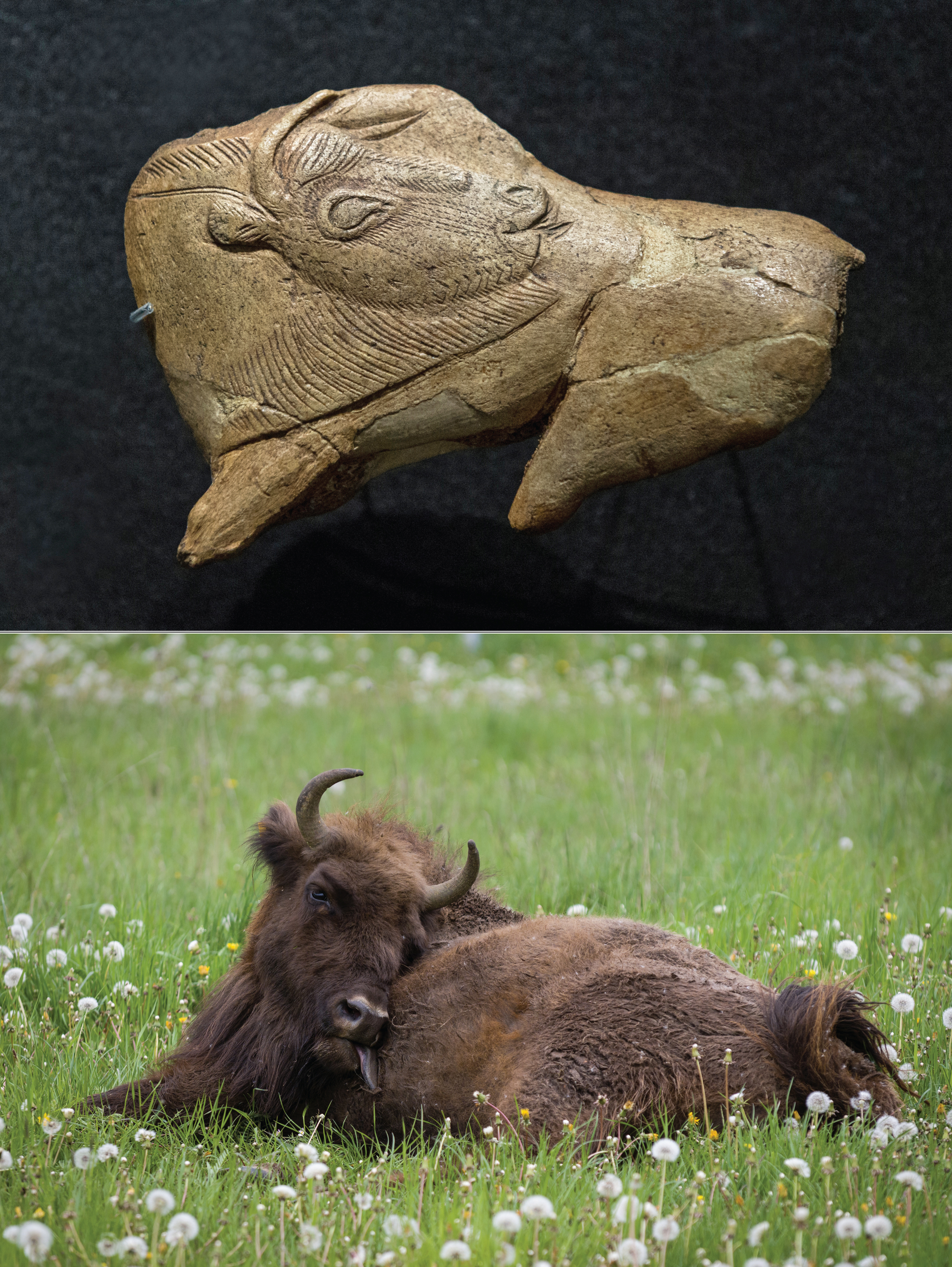
「Bison Licking Insect Bite（英語版）」と呼ばれる先史美術品。トナカイの角で作られており、ステップバイソンの可能性がある古代のバイソンを描写している。 比較画像はヨーロッパバイソン。